# Ново-Пхово
 Ново-Пхово  — деревня в Максатихинском районе Тверской области. Входит в состав Малышевского сельского поселения.

## География
Находится в северо-восточной части Тверской области на расстоянии приблизительно 32 км по прямой на север-северо-запад от районного центра поселка Максатиха на западном берегу озера Пхово.

## История
Деревня была отмечена еще на карте 1825 года. В 1859 году здесь (тогда деревня Пхово Вышневолоцкого уезда Тверской губернии) был учтен 1 двор. До 2014 года входила в Труженицкое сельское поселение до его упразднения.

## Население
Численность населения: 61 человек (1859 год), 158 (русские 94 %) в 2002 году, 110 в 2010.